# 北奧特鎮區 (伊利諾伊州馬庫平縣)
北奧特鎮區（英語：North Otter Township）是位於美國伊利諾伊州馬庫平縣的一個行政鎮區。

## 地方資料
根據2010年美國人口普查的數據，北奧特鎮區的面積為94.10平方千米，當中陸地面積為92.40平方千米，而水域面積為1.70平方千米。當地共有人口791人，而人口密度為每平方千米8.41人。